# Liste der Monuments historiques in Monceaux-l’Abbaye
Die Liste der Monuments historiques in Monceaux-l’Abbaye führt die Monuments historiques in der französischen Gemeinde Monceaux-l’Abbaye auf.

## Liste der Objekte
| Bezeichnung                                                                                  | Beschreibung                              | Standort                       | Kennzeichnung | Schutzstatus | Datum | Bild           |
| -------------------------------------------------------------------------------------------- | ----------------------------------------- | ------------------------------ | ------------- | ------------ | ----- | -------------- |
| Skulptur Madonna mit Kind                                                                    | Stein, 16. Jahrhundert                    | in der Kirche St-Marcou (Lage) | PM60001077    | Classé       | 1913  |                |
| Skulpturengruppe Saint Marcou accordant au roi de France le pouvoir de guérir des écrouelles | Stein, polychrom gefasst, 16. Jahrhundert | in der Kirche St-Marcou (Lage) | PM60001078    | Inscrit      | 2019  |                |
| Taufbecken                                                                                   | Stein, 15. Jahrhundert                    | in der Kirche St-Marcou (Lage) | PM60001078    | Classé       | 1913  | weitere Bilder |
| Handglocke (verschwunden)                                                                    | Bronze, 16. Jahrhundert                   | in der Kirche St-Marcou (Lage) | PM60001079    | Classé       | 1913  |                |